# Lithocarpus fordianus
Lithocarpus fordianus är en bokväxtart som först beskrevs av William Botting Hemsley, och fick sitt nu gällande namn av Woon Young Chun. Lithocarpus fordianus ingår i släktet Lithocarpus och familjen bokväxter. Inga underarter finns listade.